# Gaylord A. Nelson
Gaylord Anton Nelson (n. 4 iunie 1916 - d. 3 iulie 2005) a fost un politician democrat american din Wisconsin. El a fost principalul fondatorul al Zilei Pământului. În 1970, el a fost chemat pentru audieri în cadrul Congresului privind siguranța pilulelor contraceptive orale combinate, audieri foarte cunoscute în Statele Unite sub denumirea The Nelson Pill Hearings. Ca urmare a audierilor s-a aflat despre efectele secundare ale acestor pilule - a fost prima astfel de divulgare despre un medicament farmaceutic.

## Biografie
A fost guvernator al statului Wisconsin, SUA în perioada 1959 – 1963.
Nelson a fost mereu pasionat de mediul înconjurător, fiind adesea menționat alături de Al Gore, Coker Karson și Erwin Steve. În 1963, el a călătorit în turneul Conservation Tour Arhivat în 23 iulie 2011, la Wayback Machine. cu președintele John F. Kennedy și a fost fondatorul principal al Zilei Pământului (prima a avut loc în 1970). Nelson a fost și un suporter al micilor afaceri. În 1973, Nelson a fost unul dintre cei trei senatori care s-a opus numirii lui Gerald Ford la vicepreședinție. (Ceilalți doi senatori au fost Thomas Eagleton și William Hathaway.)